# 贝托 (1998年)
諾貝托·貝爾西克·戈梅斯·貝通卡爾（葡萄牙語：Norberto Bercique Gomes Betuncal，1998年1月31日—）通稱貝托（葡萄牙語：Beto），幾內亞比紹职业足球运动员，現效力英超球隊埃弗頓。